# Frysztak (stacja kolejowa)
Frysztak – stacja kolejowa w Twierdzy, w gminie Frysztak, w województwie podkarpackim, w Polsce, na linii Rzeszów Główny-Jasło. Znajdują się tu 2 perony. Przystanek jest obsługiwany wyłącznie przez pociągi osobowe Przewozów Regionalnych. Znajdował się tutaj budynek dworcowy, jednak został zniszczony przez Niemców w sierpniu 1944.

## Ruch pasażerski
| Rok  | Wymiana pasażerska na dobę |
| ---- | -------------------------- |
| 2017 | 10-19                      |
| 2022 | 20-49                      |

## Połączenia
- Jasło
- Rzeszów Główny